# Scutuloidea kutu
Scutuloidea kutu är en kräftdjursart som beskrevs av Stephenson och Riley 1996. Scutuloidea kutu ingår i släktet Scutuloidea och familjen klotkräftor.
Artens utbredningsområde är havet kring Nya Zeeland. Inga underarter finns listade i Catalogue of Life.